# Mike Farina
Michael Charles „Mike” Farina (ur. 5 maja 1958 w Elmhurst) – amerykański zapaśnik walczący w stylu klasycznym. Olimpijczyk z Montrealu 1976, gdzie zajął ósme miejsce w wadze 48 kg.
Zawodnik Iowa State University.